# Synegia fasciata
Synegia fasciata är en fjärilsart som beskrevs av W. Warren 1906. Synegia fasciata ingår i släktet Synegia och familjen mätare. Inga underarter finns listade i Catalogue of Life.